# 喀喀喀的鬼太郎 大海獸
喀喀喀的鬼太郎 大海獸（ゲゲゲの鬼太郎 大海獣）是日本動畫「ゲゲゲの鬼太郎」
第四期電視動畫中的第1部劇場版作品，上映時間為1996年7月6日。

## 劇情簡介
鬼太郎收到一名叫川村惠美（川村メグミ）的小女孩寄來的求救信封，她的植物學家父親在南太平洋的一座名為巴露露（バルル）的小島上失連，而她父親之前曾提過島上據說有綁架外來人的妖怪。
來到巴露露島的鬼太郎聽當地原住民表示；有許多從日本來的探險家渴望獲得本地傳說由大海獸產生的生命之水，而惱怒了守護島上的妖怪赤蛇(アカマタ)及其它南方妖怪。
事後鬼太郎在叢林裡被妖怪赤蛇攻擊奪走妖氣而無力反擊，而對日本人感到憤怒的赤蛇；便打算將鬼太郎化身為大海獸，作為反攻日本的兵器‧‧‧。

## 相關作品
相關劇情漫畫原作
墓場鬼太郎：「秘密之事」(ないしょ話)　1964
ゲゲゲの鬼太郎：「大海獸」(大海獣) 1966/05/15
其它相似劇情的鬼太郎動畫
ゲゲゲの鬼太郎第一期電視動畫5集：「大海獸(上)」(大海獣(前編))　1968/01/31
ゲゲゲの鬼太郎第一期電視動畫6集：「大海獸(下)」(大海獣(後編))　1968/02/07
ゲゲゲの鬼太郎第三期電視動畫67集：「密林內的大海獸」(密林の大海獣)  1987/2/21
ゲゲゲの鬼太郎第三期電視動畫68集：「大海獸憤怒的逆襲」(大海獣怒りの逆襲)  1987/2/28

## 劇中的南方妖怪軍團[3]
赤蛇(アカマタ)
南方妖怪首領，有能夠吸收對手生氣的能力。
在故事中將被它奪走生氣的鬼太郎喝下由大海獸骨骸產生的水；將鬼太郎變身為新的大海獸。
落椰妖(やし落し)
頭上頂著數根椰子樹的妖怪，能將自行長出的椰子扔甩出去攻擊。
チンポ
南方妖怪之一，外貌如深色肌膚的土著，有飄浮飛行的能力。
外型的特徵如同名字一樣；在跨下長有三根陽具，可用來像機關槍般掃射攻擊。(「チンポ」在日文裡有男性陽具的意思)
樹精(キジムナー)
以多人為一群的叢林精靈，能從口中放射火燄攻擊。

## 製作群
- 原作：水木茂
- 導演：勝間田具治
- 製作：高岩淡、泊懋
- 劇本：星山博之
- 音樂：和田薫
- 角色設計、畫面導演：荒木伸吾、姫野美智
- 美術導演：東潤一
- 攝影導演：小谷野武
- 錄音：市川修
- 編集：花井正明
- 製作人：清水慎治、蛭田成一

## 角色聲優
- 鬼太郎：松岡洋子
- 眼珠老爹：田之中勇
- 鼠男：千葉繁
- 貓女：西村千奈美
- 撒沙婆婆：山本圭子
- 子泣爺爺：塩屋浩三
- 一反木綿、塗壁：龍田直樹
- 赤蛇：古谷徹
- チンポ：古川登志夫
- 落椰妖：鄉里大輔
- 樹精：佐藤正治
- 井戸仙人：八奈見乘兒
- 川村：島田敏
- 川村惠美：中山真奈美
- 長老：嶋俊介
- 村人A：増谷康紀
- 村人B：西川宏美
- 黑道份子：江川央生
- 課長：田中亮一
- 社員A：風間信彦
- 社員B：里内信夫
- 船長：増田均

## 主題曲
開頭曲
- ゲゲゲの鬼太郎

作詞：水木茂 作曲：いずみたく 編曲：憂歌團 歌：憂歌團
片尾曲
- カランコロンのうた

作詞：水木茂 作曲：いずみたく 編曲：憂歌團 歌：憂歌團

## 外部連結
- 互联网电影数据库（IMDb）上《喀喀喀的鬼太郎 大海獸》的资料（英文）